# MRNA鳥苷酸轉移酶
在酶學中，mRNA鳥苷酸轉移酶（EC 2.7.7.50）是一種催化化學反應的酶。
GTP + (5')ppPur-mRNA {\displaystyle \rightleftharpoons } diphosphate + G(5')pppPur-mRNA
因此，該酶的兩個底物是GTP和(5')ppPur-mRNA，而其兩個產物是二磷酸和G(5')pppPur-mRNA。該酶屬於轉移酶家族，特別是轉移含磷的核苷酸基團的那些酶(核苷酸轉移酶)。
該酶類別的系統名稱是GTP：mRNA鳥苷酸轉移酶。常用的其他名稱包括mRNA加帽酶、mRNA鳥苷酸轉移酶和Protein 2。

## 結構研究
截至2007年底，該類酶已解析了5種結構，PDB登錄號為1CKM、1CKN、1CKO、1P16和2C46。